# Festival Interludi
El Festival Interludi és un festival de música que des del 1968 se celebra cada estiu a la Plaça d'Armes del castell medieval de Calonge. És el més antic ininterromput de la Costa Brava. La darrera edició va tenir lloc el 2017.
{Interludi} aposta per la diversificació d'una oferta musical i cultural assequible i transversal dirigida a tota mena de públic i afinitats musicals i amb la voluntat d'ampliar la franja d'edat del públic habitual d'aquest festival d'estiu. El Pati d'armes del Castell és el centre neuràlgic d'{Interludi}. Les condicions de sonoritat i acústica que hi conflueixen atorguen un caràcter únic als concerts. L'entorn de fora muralla, més obert, té la lluminositat, l'espai i la comoditat exactes per al format del festival Pròxims que ha col·laborat amb el Festival les passades edicións 2013 i 2014.

## Història
Els Festivals de Música de Calonge tenen el seu origen l'any 1968 quan, per iniciativa del rector de la vila, mossèn Pere Surribas, el Sr. Joan Vinyes i el músic Adrià Sardó i Parals organitzen dos concerts durant l'estiu en benefici de la construcció d'un altar major per a l'església de Sant Martí de Calonge. Van actuar a l'església la Coral Sant Jordi i l'Orquestra de Cambra de Barcelona. L'èxit econòmic i l'acceptació del públic van propiciar la repetició del cicle de concerts durant els següents anys. Una vegada cobert l'objectiu de subvencionar la construcció de l'altar (l'any 1973), la principal finalitat del cicle de concerts era promocionar la vila de Calonge i fomentar la música clàssica. El constant augment de públic i la perspectiva de poder fer els concerts en un recinte acústicament més adequat van fer que es decidís de traslladar el festival al marc incomparable del pati d'armes del castell medieval de Calonge.
L'any 1974, amb l'estrena d’El Pessebre de Pau Casals, s'inaugura una nova etapa amb canvi d'ubicació. A partir d'aquest moment, els Festivals creixen a tots nivells. Per poder continuar amb la filosofia del Festival ja no es podia cenyir únicament a la música clàssica i s'hi van incorporar d'altres estils. En aquesta època, hi van actuar artistes de gran prestigi musical com ara Rosa Sabater, Teresa Berganza, Josep Carreras i Coll, Montserrat Caballé, Manuel Asensi, Victòria dels Àngels, Nicanor Zabaleta, Narciso Yepes, Tete Montoliu, l'Orfeó Català i el Cor Estatal de Belarús entre d'altres.
Durant aquests anys, els cartells dels Festivals van ser dissenyats pel reconegut pintor Jacint Morera i el succeïren Miquel Torner i Robert Viñals. El canvi de recinte també va propiciar la realització d'altres iniciatives relacionades amb els Festivals com ara una estada de dansa clàssica durant tres anys o un curs d'interpretació musical (primer de cambra i després de cant).
A finals dels anys noranta, l'Ajuntament es va implicar directament en el Festival. S'hi van continuar incorporant estils musicals com el flamenc amb Miguel Poveda i els boleros amb Mayte Martín. També es van introduir les nits de country al passeig marítim de Sant Antoni. Aquest canvi d'ubicació d'alguns concerts no va ser l'únic, ja que en aquesta època també es van iniciar els Festivals d'Hivern al Teatre Fontova.
L'any 2011 el festival va viure una renovació important amb el canvi de nom en Festival Interludi una oferta musical i cultural diversificada, dirigida a tota mena de públic i afinitats musicals. S'amplien els gèneres musicals destacant d'introducció de la música pop. El festival va incorporar també altres aspectes, com ara el maridatge entre música i enologia, gastronomia, i altres novetats que intenten reforçar l'originalitat de les propostes artístiques que es presenten. En aquesta darrera etapa hi han actuat artistes com Manel Fuentes i la Vella Dixieland, Sílvia Pérez Cruz, Marc Parrot, Peter Bernstein, Andrea Motis, Marina Rossell, Chano Domínguez, Manel, Pascal Comelade i Pau Riba, Mishima i Standstill entre d'altres.
El 2018 el festival s'ha suspés. El patronat que organitzava el festival, presidit per Albert Fort, ha deixat d'existir. És la fi d'un dels festivals més antics de Catalunya. Un nou Patronat de Festivals estudia una nova fórmula per donar continuïtat a la programació cultural.